# 圣母升天圣尼各老圣殿主教座堂 (沃维奇)
沃维奇圣母升天圣尼各老圣殿主教座堂  是一座 罗马天主教宗座圣殿、，位于波兰罗兹省的沃维奇。 

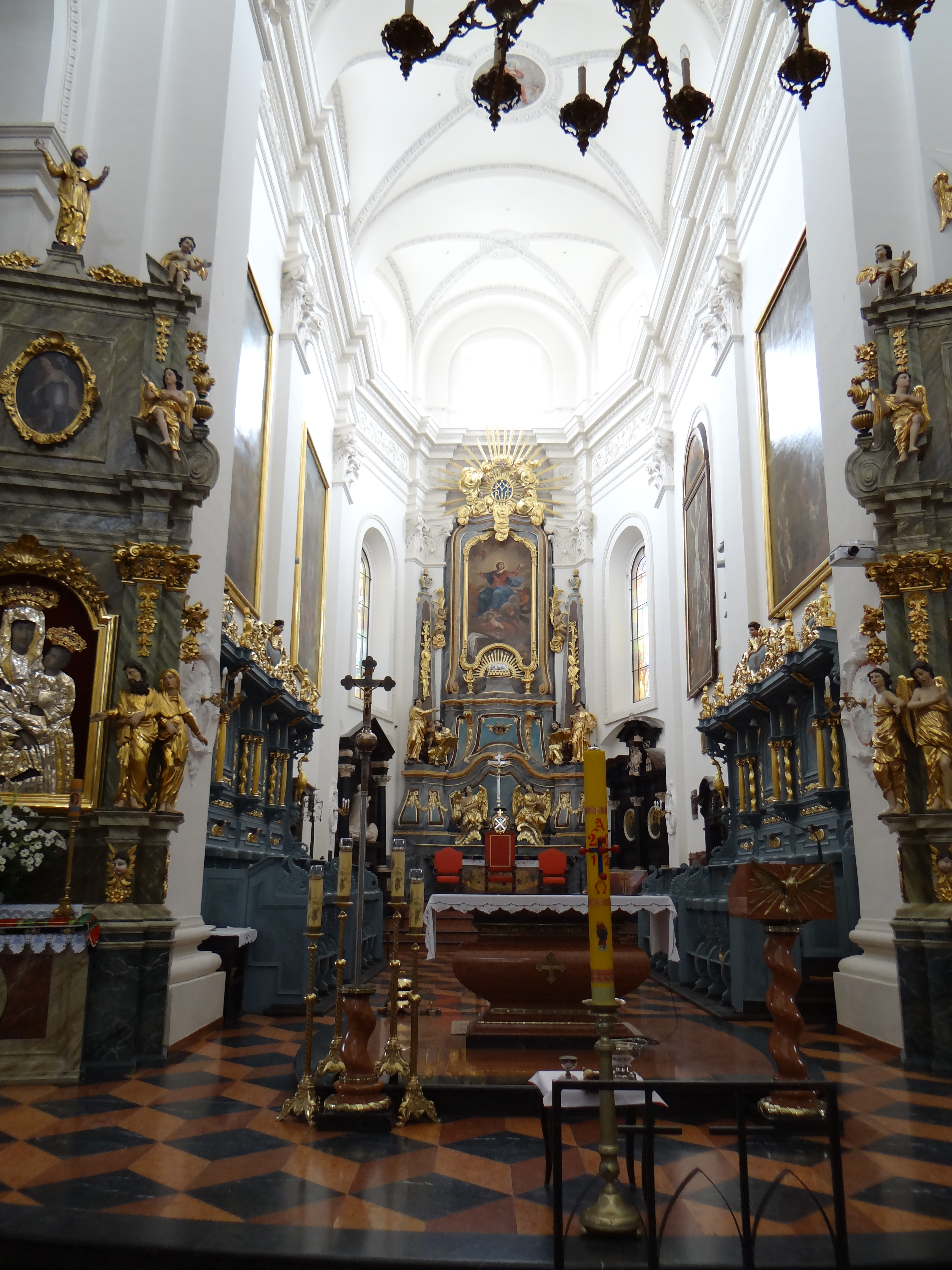

该堂位于旧市场广场（Mazowiecki Wawel），是12位格涅兹诺总主教和波兰主教长安息的地方。2012年11月13日，该建筑被列入波兰历史古迹名录。
最初，这个地方是1100年创建的一座木制教堂。后来建造一座哥特式风格的教堂。1433年4月25日升格为协同教堂。
该堂在1939年的Bzura战役中遭到严重破坏，Bzura.战后重建。1992年3月25日，教宗若望保禄二世创建了沃维奇教区，该堂成为主教座堂。1999年6月14日，教宗访问 沃维奇时，将其升格为次级宗座圣殿。